# Liste der denkmalgeschützten Objekte in Jochberg (Tirol)
Die Liste der denkmalgeschützten Objekte in Jochberg enthält die 17 denkmalgeschützten, unbeweglichen Objekte der Gemeinde Jochberg im Bezirk Kitzbühel (Tirol).

## Denkmäler
| Foto |                 | Denkmal                                                                                              | Standort                                       | Beschreibung | Metadaten |
| ---- | --------------- | --- | ---------------------------------------------- | --- | --- |
| BW   | Datei hochladen | Brunnen, Fasser HERIS-ID: 95862 Objekt-ID: 111241 TKK: 57096                                         | bei Bärenbichlweg 57 Standort KG: Jochberg     | | BDA-Hist.: Q37766990 Status: § 2a Stand der BDA-Liste: 2025-06-30 Name: Brunnen, Fasser GstNr.: 1731/2                                                                                  |
| ja   | Datei hochladen | Friedhofskapelle HERIS-ID: 91024 Objekt-ID: 105735 TKK: 57111                                        | bei Dorf 11 Standort KG: Jochberg              | Die in die nördliche Friedhofsmauer eingebundene Kapelle wurde um 1800 errichtet. Es handelt sich um einen schlichten Mauerbau über rechteckigem Grundriss mit Satteldach und rechteckigen Wandöffnungen. Das flach gedeckte Innere ist mit Stuckdekor versehen, an der Stirnwand steht ein gemauerter Altar mit segmentbogiger, durch ein Schmiedeeisengitter verschlossener Nische. | BDA-Hist.: Q37751121 Status: § 2a Stand der BDA-Liste: 2025-06-30 Name: Friedhofskapelle GstNr.: 1089 Friedhofskapelle, Jochberg                                                        |
| ja   | Datei hochladen | Aufbahrungshalle HERIS-ID: 91026 Objekt-ID: 105737 TKK: 57113                                        | Dorf 11, in der Nähe Standort KG: Jochberg     | Der langgestreckte, flache Bau mit säulengestützter Vorhalle wurde 1963 nach Plänen von Otto Albertini errichtet. Im südlichen Teil befindet sich ein schlichter Andachtsraum mit horizontalem, buntfarbig verglastem Lichtband, im nördlichen Teil ein flach gedeckter Aufbahrungsraum mit großen rechteckigen Wandöffnungen. | BDA-Hist.: Q37751183 Status: § 2a Stand der BDA-Liste: 2025-06-30 Name: Aufbahrungshalle GstNr.: 1087/1 Friedhof Jochberg                                                               |
| ja   | Datei hochladen | Friedhofsummauerung mit Bildstöcken HERIS-ID: 91027 Objekt-ID: 105738 TKK: 57114, 57117, 57115, …    | bei Dorf 11 Standort KG: Jochberg              | Der alte, 1513 geweihte Friedhof ist von einer Mauer umgeben, in die vierzehn Nischenbildstöcke mit Satteldach integriert sind. Die 1977 geschaffenen Bilder in den Segmentbogennischen zeigen die vierzehn Nothelfer Achatius, Barbara, Blasius, Christophorus, Cyriakus, Dionysius, Erasmus, Eustachius, Georg, Katharina, Margarethe, Pantaleon, Vitus und Ägidius. | BDA-Hist.: Q37751221 Status: § 2a Stand der BDA-Liste: 2025-06-30 Name: Friedhofsummauerung mit Bildstöcken GstNr.: 1089 Friedhof Jochberg                                              |
| ja   | Datei hochladen | Kath. Pfarrkirche hl. Wolfgang und Friedhof HERIS-ID: 55621 Objekt-ID: 64351 TKK: 9854               | bei Dorf 13 Standort KG: Jochberg              | Eine gotische Kirche wurde 1485 geweiht und 1645–1647 erweitert. 1748–1750 wurde die Kirche unter Einbeziehung des gotischen Nordturms nach Plänen von Kassian Singer im Barockstil neu gebaut. Die westliche Giebelfassade ist mit einem Marmorportal, mehreren rundbogigen Fenstern, einer Figurennische und einem rundbogigen Bildfeld mit Darstellung der Marienkrönung gegliedert. Im Inneren sind das Langhaus und das Chorjoch mit einem Platzlgewölbe, der Chorschluss mit einer Stichkappenwölbung versehen. Der Kirchenraum weist reichen Rokokostuck und Gewölbemalereien von Simon Benedikt Faistenberger um 1750 auf. Der Friedhof, der die Kirche im Norden und Osten umgibt, wurde 1513 geweiht und 1981 erweitert. | BDA-Hist.: Q2323769 Status: § 2a Stand der BDA-Liste: 2025-06-30 Name: Kath. Pfarrkirche hl. Wolfgang und Friedhof GstNr.: .273, 1089, 1721/1 Pfarrkirche St. Wolfgang, Jochberg, Tyrol |
| ja   | Datei hochladen | Kriegerdenkmal HERIS-ID: 100218 Objekt-ID: 116437 TKK: 57129                                         | Dorf 13, in der Nähe Standort KG: Jochberg     | Das steinerne Kriegerdenkmal an der Südseite der Pfarrkirche wurde um 1930 von Stefan Silberberger geschaffen und nach dem Zweiten Weltkrieg erweitert. Auf flachem Sockel ein Relief eines betenden Soldaten und ein ädikulaartiger Aufbau mit einer Namenstafel der Gefallenen des Ersten Weltkrieges, darüber geschwungener Giebel. Seitlich mit zwei Tafeln mit den Namen der Gefallenen des Zweiten Weltkrieges erweitert. | BDA-Hist.: Q37775674 Status: § 2a Stand der BDA-Liste: 2025-06-30 Name: Kriegerdenkmal GstNr.: .273                                                                                     |
| ja   | Datei hochladen | Bildstock, Pestkapelle HERIS-ID: 91007 Objekt-ID: 105718 TKK: 8974                                   | bei Kupfstattgasse 4 Standort KG: Jochberg     | Der gemauerte Nischenbildstock mit Satteldach und geradem Schluss wurde 1980 errichtet. Im Sockel befindet sich eine durch ein Rautengitter verschlossene Segmentbogennische, im vorkragenden Aufsatz eine große Rundbogennische mit Rankengitter. Das Ölgemälde in der Rundbogennische stammt von Hermann Mayr. | BDA-Hist.: Q37750849 Status: § 2a Stand der BDA-Liste: 2025-06-30 Name: Bildstock, Pestkapelle GstNr.: 1773                                                                             |
| ja   | Datei hochladen | Widum HERIS-ID: 55619 Objekt-ID: 64349 TKK: 57132                                                    | Martengasse 2 Standort KG: Jochberg            | | BDA-Hist.: Q38066695 Status: § 2a Stand der BDA-Liste: 2025-06-30 Name: Widum GstNr.: 1090                                                                                              |
| ja   | Datei hochladen | Altenwohnheim mit Kapellenraum (ehem. Bachlerhof) HERIS-ID: 91046 Objekt-ID: 105757 TKK: 57137       | Martengasse 24 Standort KG: Jochberg           | | BDA-Hist.: Q37751451 Status: Bescheid Stand der BDA-Liste: 2025-06-30 Name: Altenwohnheim mit Kapellenraum (ehem. Bachlerhof) GstNr.: .282/2                                            |
| ja   | Datei hochladen | Taxerkapelle HERIS-ID: 45352 Objekt-ID: 46646 TKK: 8947                                              | bei Oberhausenweg 58 Standort KG: Jochberg     | | BDA-Hist.: Q38015306 Status: Bescheid Stand der BDA-Liste: 2025-06-30 Name: Taxerkapelle GstNr.: 946                                                                                    |
| ja   | Datei hochladen | Wallfahrtskapelle Mariä Heimsuchung, Jochbergwald-Kapelle HERIS-ID: 55620 Objekt-ID: 64350 TKK: 8986 | bei Pass-Thurn-Straße 20 Standort KG: Jochberg | Die Kapelle wurde 1841/1842 durch Josef Schweinester anlässlich der Verlegung der Straße (1835 bis 1839) anstelle einer 1673 gestifteten Kapelle erbaut. | BDA-Hist.: Q38066721 Status: § 2a Stand der BDA-Liste: 2025-06-30 Name: Wallfahrtskapelle Mariä Heimsuchung, Jochbergwald-Kapelle GstNr.: .425 Wallfahrtskapelle Jochbergwald           |
| ja   | Datei hochladen | Bildstock, Perler-Kapelle HERIS-ID: 90875 Objekt-ID: 105581 TKK: 8973                                | bei Römerweg 7 Standort KG: Jochberg           | Die Perlerkapelle ist ein kleiner, gemauerter Nischenbildstock mit flachrundem Schluss und ziegelgedecktem, weit vorkragendem Satteldach, sie wurde 1988 versetzt und neu errichtet. Die segmentbogige Nische kann durch zwei Holzflügel verschlossen werden, dahinter ein eisernes Rautengitter. | BDA-Hist.: Q37750393 Status: § 2a Stand der BDA-Liste: 2025-06-30 Name: Bildstock, Perler-Kapelle GstNr.: 1384/3                                                                        |
| ja   | Datei hochladen | Bauernhaus Vorderreith HERIS-ID: 42119 Objekt-ID: 42695 TKK: 8875                                    | Scheringweg 11 Standort KG: Jochberg           | | BDA-Hist.: Q38002875 Status: Bescheid Stand der BDA-Liste: 2025-06-30 Name: Bauernhaus Vorderreith GstNr.: .336 Bauernhaus Vorderreith, Jochberg                                        |
| ja   | Datei hochladen | Bergbau- und Heimatmuseum Jochberg HERIS-ID: 91049 Objekt-ID: 105760 TKK: 57148                      | Schulgasse 3 Standort KG: Jochberg             | | BDA-Hist.: Q37751556 Status: § 2a Stand der BDA-Liste: 2025-06-30 Name: Bergbau- und Heimatmuseum Jochberg GstNr.: .272 Museum Jochberg                                                 |
| ja   | Datei hochladen | Figur Sitzender Knabe HERIS-ID: 91048 Objekt-ID: 105759 TKK: 57159                                   | bei Schulgasse 3 Standort KG: Jochberg         | Die Bronzeplastik eines sitzenden Knaben mit Federkiel und Papierrolle stammt etwa aus dem Jahre 1990. Auf der Papierrolle ist ein Spruch von Peter Rosegger eingraviert. | BDA-Hist.: Q37751485 Status: § 2a Stand der BDA-Liste: 2025-06-30 Name: Figur Sitzender Knabe GstNr.: .272                                                                              |
| ja   | Datei hochladen | Volksschule mit Kultursaal HERIS-ID: 91050 Objekt-ID: 105761 TKK: 57130, 57149                       | Schulgasse 4 Standort KG: Jochberg             | Die Volksschule wurde 1970 bis 1976 nach dem Plan des Architekten Werner Maiacher errichtet. Der zweigeschoßige Betonbau hat ein flaches Satteldach und ist großzügig mit Fenstern durchbrochen. Er ist mit der alten Schule, dem jetzigen Museum, verbunden. | BDA-Hist.: Q37751594 Status: § 2a Stand der BDA-Liste: 2025-06-30 Name: Volksschule mit Kultursaal GstNr.: 1080/2 Volksschule Jochberg                                                  |
| ja   | Datei hochladen | Straßenbrücke HERIS-ID: 90934 Objekt-ID: 105643 TKK: 57103                                           | Standort KG: Jochberg                          | Die kleine Bogenbrücke aus Beton über die Großache wurde um 1930 erbaut. Sie ist an den Seiten mit Stein verkleidet, das massive, betonierte Geländer ist rundbogig durchbrochen. | BDA-Hist.: Q37750532 Status: § 2a Stand der BDA-Liste: 2025-06-30 Name: Straßenbrücke GstNr.: 1757/1, 1797 Großache bridge, Jochberg                                                    |